# George W. Hill
George William Hill (Douglass, 25 aprile 1895 – Venice, 10 agosto 1934) è stato un regista e direttore della fotografia statunitense.

## Biografia
Hill cominciò la sua carriera a 13 anni, come stagista per D.W. Griffith. Direttore della fotografia dal 1913 al 1920, era riconosciuta la sua abilità nell'uso delle luci con le attrici. Lavorò per una serie di film indipendenti come quelli girati con Mae Marsh e altri attori negli anni seguenti alla prima guerra mondiale. Iniziò la sua attività di direttore della fotografia sul set dei film di Hobart Bosworth, un attore-regista appassionato di soggetti dal taglio avventuroso alla Jack London, le cui storie trascrisse sullo schermo. Bosworth, per girare i suoi film, fondò una propria compagnia di produzione.
Hill restò con lui negli anni che vanno dal loro primo film, The Sea Wolf, girato nel 1913, fino al 1916, in cui lavorarono a Pretty Mrs. Smith. In seguito, Hill collaborò con registi come John Emerson, Christy Cabanne, George Loane Tucker e Ralph Ince. Nel 1921, passò alla regia alla Fox, iniziando a lavorare per le majors. Nel 1930, si sposò con la sceneggiatrice Frances Marion. I due collaborarono insieme a Castigo, titolo della distribuzione italiana per Min and Bill un grande successo al botteghino negli USA.
Il film, tratto dal romanzo Dark Star di Lorna Moon e sceneggiato da Frances Marion, era interpretato da Wallace Beery e da Marie Dressler che, per merito della popolarità acquisita, divennero due star. Intanto il matrimonio tra il regista e la scrittrice cominciò a mostrare delle crepe: nel 1931 i due si separarono, divorziando poi nel 1933. Nel 1934, Hill restò vittima di un grave incidente automobilistico proprio nel momento in cui la sua carriera stava decollando.
Quando il regista venne trovato morto, apparentemente suicida nella sua casa sulla spiaggia di Venice, corse voce che la morte era dovuta all'incidente; in realtà si era sparato con un fucile da caccia. Al momento della sua scomparsa, Hill stava preparandosi a dirigere il film La buona terra, prodotto da Irving Thalberg. In seguito alla sua morte, Thalberg ne affidò la regia a Sidney Franklin.

## Filmografia

### Regista
- While the Devil Laughs (1921)
- Get Your Man, co-regia di William K. Howard (1921)
- Through the Dark (1924)
- The Hill Billy (1924)
- The Midnight Express (1924)
- The Foolish Virgin (1924)
- Zander the Great - (come George Hill)  (1925)
- The Limited Mail (1925)
- La grande parata (The Big Parade) - non accreditato / regia di King Vidor  (1925)
- The Barrier  (1926)
- Tell It to the Marines - (con il nome George Hill) (1926)
- The Callahans and the Murphys (1927)
- Buttons (1927)
- I cosacchi (The Cosacks), co-regia di (non accreditato) Clarence Brown (1928)
- La flotta del cielo (The Flying Fleet) - (con il nome George Hill)  (1929)
- The Big House (1930)
- Castigo (Min and Bill) (1930)
- The Secret Six - (come George Hill)  (1931)
- Révolte dans la prison - (come George Hill) (1931)
- I demoni dell'aria (Hell Divers) - non accreditato (1931)
- Clear All Wires! - non accreditato (1933)

### Direttore della fotografia (parziale)
- The Sea Wolf, regia di Hobart Bosworth (1913)
- Martin Eden, regia di Hobart Bosworth (1914)
- Burning Daylight: The Adventures of 'Burning Daylight' in Alaska, regia di Hobart Bosworth (1914)
- The Pursuit of the Phantom, regia di Hobart Bosworth (1914)
- Burning Daylight: The Adventures of 'Burning Daylight' in Civilization, regia di Hobart Bosworth (1914)
- Hypocrites, regia di Lois Weber (1915)
- Buckshot John, regia di Hobart Bosworth (1915)
- The Caprices of Kitty, regia di Phillips Smalley (1915)
- Pretty Mrs. Smith, regia di Hobart Bosworth (1915)
- L'eroico salvataggio del diretto di Atlantic (His Picture in the Papers), regia di John Emerson (1916)
- The Flying Torpedo, regia di John B. O'Brien e Christy Cabanne (1916)
- Less Than the Dust, regia di John Emerson (1916)
- The Waiting Soul, regia Burton L. King (1917)
- Polly of the Circus, regia di Edwin L. Hollywood e Charles Horan (1917)
- The Cinderella Man, regia di George Loane Tucker  (1917)
- Fields of Honor, regia di Ralph Ince (1918)
- Our Little Wife, regia di Edward Dillon (1918)

### Produttore
- The Secret Six, regia di George W. Hill (1931)